# Hargomulyo (Kokap)
Hargomulyo is een bestuurslaag in het regentschap Kulon Progo van de provincie Jogjakarta, Indonesië. Hargomulyo telt 6867 inwoners (volkstelling 2010).